# Cantonul Nice-5
Cantonul Nice-5 este un canton din arondismentul Nice, departamentul Alpes-Maritimes, regiunea Provence-Alpes-Côte d'Azur, Franța.